# Gare de Groisy - Thorens - la-Caille
Pour les articles homonymes, voir Thorens.
La gare de Groisy - Thorens - la-Caille est une gare ferroviaire française de la ligne d'Aix-les-Bains-Le Revard à Annemasse, située sur le territoire de la commune de Groisy, près de Thorens-Glières (intégrée à Fillière) et d'Allonzier-la-Caille, dans le département de la Haute-Savoie, en région Auvergne-Rhône-Alpes.
C'est une gare de la Société nationale des chemins de fer français (SNCF), desservie par les trains de la ligne L2 du Léman Express, le RER franco-valdo-genevois, et des trains régionaux du réseau TER Auvergne-Rhône-Alpes.

## Situation ferroviaire
Établie à 655 mètres, la gare de Groisy - Thorens - la-Caille est située au point kilométrique (PK) 55,149 sur la ligne d'Aix-les-Bains-Le Revard à Annemasse, entre les gares ouvertes de La Roche-sur-Foron et de Pringy.

## Histoire
Selon les estimations de la SNCF, la fréquentation annuelle de cette gare s'élève à 58 073 voyageurs en 2014, 62 594 en 2015 et 62 199 en 2016.

## Service des voyageurs

### Accueil
Gare de la SNCF, elle dispose d'un bâtiment voyageurs, avec guichet, ouvert tous les jours.

### Desserte
La gare de Groisy - Thorens - la-Caille est desservie :
- par la ligne L2 du Léman Express sur la relation  Coppet ↔ Annecy via Genève-Cornavin, Annemasse et La Roche-sur-Foron[4] ;

- par les trains TER Auvergne-Rhône-Alpes sur la relation d'Annecy ↔ Saint-Gervais-les-Bains-Le Fayet via  La Roche-sur-Foron, Cluses et Sallanches - Combloux - Megève[3].

Trains à Groisy - Thorens - la-Caille
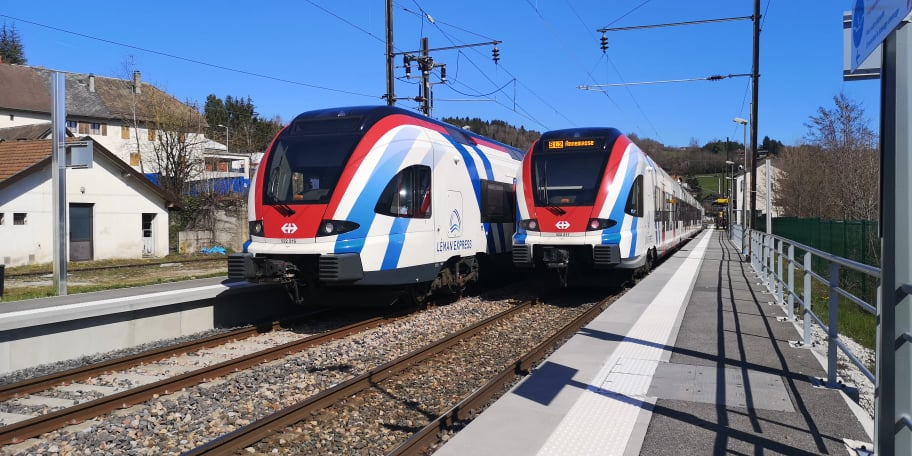
La gare de Groisy - Thorens - la-Caille est desservie par la ligne L2 du Léman Express.
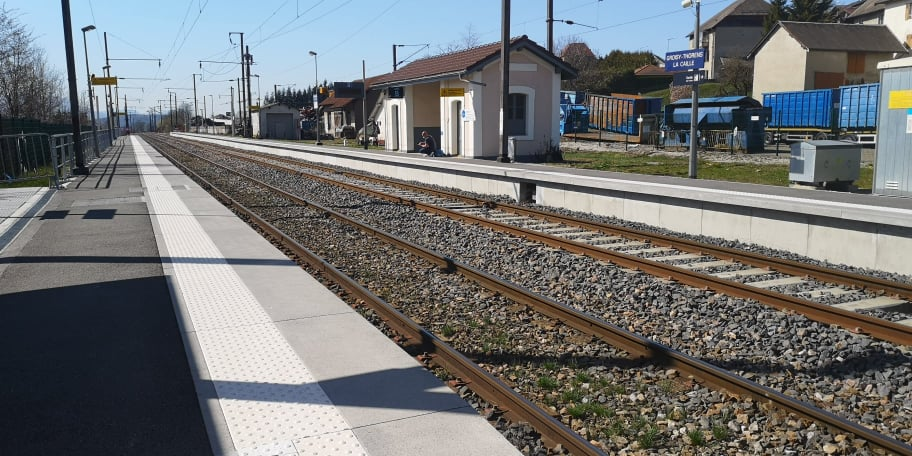
Vue de la gare de Groisy.

### Intermodalité
Un parking est aménagé à ses abords. La gare est pas desservie par la ligne 80 de la SIBRA.